# 顯理中學
顯理中學（英語：Henrietta Secondary School，一般簡稱HSS），創校於1924年。該校發展可分兩階段，分別為顯理學校（1924年至1941年）和顯理中學（1946年至今）。學校名稱是紀念浸信會第一位來華女宣教士—叔何顯理女士。亦是香港島唯一一間建於東區走廊旁的中學。
疫情期間，該校着力發展多個創新的學習計劃，包括：推行自攜學習裝置計劃（BYOD）及擁抱夢想課程（Aspiration Driven Curriculum）。現時BYOD已擴展至全校推行，學生將主要使用平板電腦上課。初中及高中的同學分別會修讀本校的獨有校本課程「擁抱夢想課程」及「應用學習課程」以建立孩子自信和鼓勵他們追尋夢想。另外亦加入「鄰舍守望」（Neighbor Watch）的全方位學習活動，讓同學有本地及海外服務體驗。

## 辦學宗旨
教育信念
- 本著「教養孩童，使他走當行的道，就是到老他也不偏離–箴言22:6」的基督教辦學精神，為孩子提供全人教育。

- 校訓為「信、愛、忠、誠」：「信靠基督藉此認識自己」、「愛及全球把握成長機會」、「忠於知識探求及品德培養」、「誠實無偽作僕人領袖」。

抱負和使命
- 願景：每位孩子都能在顯理找到他的人生志向。

- 使命：盡我們所能激勵每位顯理孩子追尋夢想。

- 宗旨：秉承聖經教訓，以彰顯耶穌基督無私犧牲的愛為辦學宗旨，啟導學生發揚推己及人，榮神益人的精神。

- 環境：提供合適的學習環境，使學生愉快地學習，在「德」、「智」、「體」、「群」、「美」、「靈」六方面得到均衡的發展，並全力推動優質教育。

- 培養：培養學生獨立思考、創新、解難和溝通能力，發展潛能，追求卓越，拓立終身學習的目標和態度。

- 建立：建立學生自信、自愛和自律，正面積極價值觀，樂以熱愛生命，服務社群及貢獻國家為人生願景。

學校發展目標
本著學校的抱負、使命及教育信念，致力成為「信靠基督」、「關愛全球」、「忠心學教」、「誠實領導」的優質基督教學校。並透過實踐每三年更新一次的學校發展策略，致力在四方面為學生增值。

## 學校管理
歷任校監
- 1952年–1995年：王湯寵靈女士
- 1996年：林王文馨女士
- 1997年–2009年：劉少康牧師
- 2009年–2012年：梁少光先生
- 2013年–2017年：楊趙君錫女士[1]
- 2018年–：趙之琨先生

歷任校長
- 1924年–1941年：王湯寵靈女士
- 1945年–1946年：林婉芬女士
- 1946年：麥楊麗明女士
- 1947年：李少玲女士
- 1947年–1950年：徐蘇慧贞女士
- 1950年–1952年：何张飛霞女士[2]
- 1952年–1960年：林王文馨女士[3]
- 1960年–1981年：李天祝先生
- 1981年–1983年1月：戴翰炘先生（署理）
- 1983年1月–1995年：麥熊琬章女士[4]
- 1995年–2020年：馬遠發先生
- 2020年–：吳浩然先生

歷任副校長
- 1958年–1960年：李天祝先生[5]
- 1978年–1981年：戴翰炘先生
- –2005年：陳偉光先生
- 1989年–2020年：謝應昌先生
- 2005年–2021年：陳偉文先生
- 2020年–2021年：張富華先生
- 2021年–：李家樂先生
- 2022年–：余志剛先生
- 2023年–：譚慧雲小姐

## 學校歷史
蘊釀時期（1924–1941年）

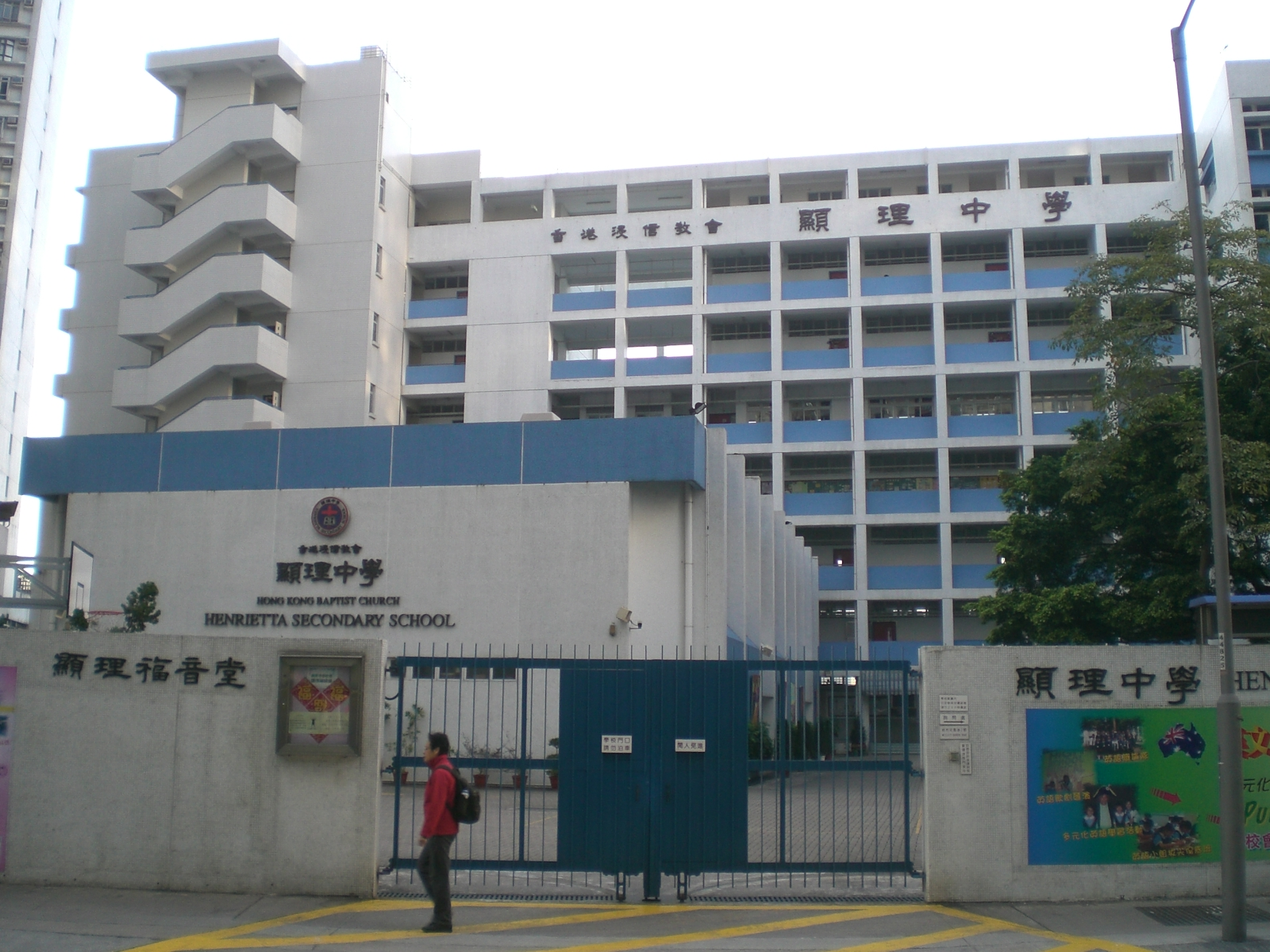
顯理中學校舍

香港浸信教會開辦浸信會小學，王國璇夫人（香港浸信教會第一任牧師之女公子）被選為義務校長。浸信會在華宣教一百週年，兩廣浸信會在廣州舉行紀念會，議決在香港建立一所學校，以紀念叔何顯理女士；王國璇夫人被選為籌建運動之領導者。於是在1924年開辦顯理幼稚園和小學。但因1941年第二次世界大戰日軍入侵香港而停辦。
香港浸信會小學校舍（1945–1951年）
直至1945年，該校重開，改名為顯理學校，英文名稱則定為 Henrietta School。今天顯理中學的創校年份以該年開始計算。後來在1951年，該校拓辦中学才正名为顯理中學。1945年至1952年間，由林婉芬女士、麥楊麗明女士、李少玲女士、徐蘇慧貞女士及何張飛霞女士、先後擔任校長職。
羅便臣道校舍（1952–1957年）
該校於1952年4月遷至羅便臣道六十四號自置校舍上課，林王文馨女士被選為義務校長。1953年，增辦幼稚園於香港浸信教會副堂。1954年，香港總督葛量洪夫人蒞臨參督。1955年，承香港政府惠贈柏道地段萬餘呎，並免息貸款，連同售出羅便臣道校舍及捐款等，乃進行自建新校舍。該校於1955年獲香港政府批出柏道33號地段及免息貸款建立校舍。於是出售羅便臣道校舍，並動用所得款項及各項捐款自建新校舍。1956年，新校舍蒙歐慕靈女士主持動土禮，世界浸信會婦女聯會主席馬鈿夫人由美過港，特請主持新校舍疊磚禮。
柏道校舍（1957–1994年）
1957年8月30日，遷入香港柏道三十三號新校舍上課。1958年，聘請李天祝先生擔任副校長一職。翌年2月21日敦请當時的教育司高詩雅先生主持揭幕礼，同時舉行獻校典禮。而香港浸信教會为履行1956年跟吕明才基金會的约定，擴展傳道事工，於3月1日開始在該校禮堂舉行主日崇拜，并定名為柏道崇拜處，4月增设兒童崇拜。該校自1960年起增辦高中部，並由李天祝先生擔任校長。1961年起中學改為五年制，四年後開辦大學預科課程。1967年，美南浸信會海外傳道部委派顧冬蘭女士到校出任傳教士。而主日崇拜在1969年7月遵照香港浸信教會議决案的決定停止舉行。該校的幼稚園及小學部在1974年先後结束（幼稚園當年位於堅道50號）。只餘下中學部繼續營辦。1978年該校接受政府津贴而成為一所津贴中学，並由戴翰炘先生任副校長。1981年，李天祝校長榮休由戴翰炘副校長署理校長職務。1983年1月，聘請熊琬章女士擔任校長。
由於原校舍用地需用作拓闊毗鄰道路，政府決定收回該地段，並向此校提供十多個擬建校舍選擇。經選擇及爭議後，顯理中學選擇現址的擬建校舍，並獲准以私人協約批地方式持有新校舍，而非僅通過辦學合約持有辦學權。該校現時的校舍於1993年10月由時任教育署長黄星華主持奠基禮，並於1994年正式使用。該校於1991年成立家長教師會。
城市花園道校舍（1994年–現在）
1994年，本校遷往北角城市花園道新校舍。學校改名為Henrietta Secondary School。1995年，熊琬章校長榮休，馬遠發校長上任。1996年，增置金禧紀念語言實驗室及宗教活動室。1997年，林王文馨校監榮休，由劉少康牧師擔任校監。1998年起，學校增置多媒體互動學習中心、家長資源中心及多媒體學習中心。2002年，開展學校改善工程計劃。2004年成立第一届學生會。並於2005年落成新翼大樓，校園電台遷往新翼大樓，並設置林王文馨堂。2006年，六十周年校慶開放日暨全天候跑道啟用禮。2009年成立顯理中學法團校董會。2015年成立校牧部。小禮堂於2015年10月31日校慶日當天舉行啟用禮。
2020年，馬遠發校長正式榮休，任期長達25年。更成功打破李天祝校長的22年，成為在任時間最長的校長。校長一職由滙基書院（東九龍）助理校長吳浩然先生上任。
學校進行校園改善工程，分別改善圖書館及建設STEM中心。圖書館將增設休閒閱讀區、展覽區、演講區及小組討論區。而STEM中心亦會有互動授課區、設計區/比賽區、展示區及工作區並新增多部先進電腦設備，如3D Printer、航拍機、機器人、VR眼鏡及電子切割機。2020年8月，另外，顯理中學將在2020–2021年度推行自攜設備（BYOD），就讀經濟科、企財科及資訊及通訊科技科的中四同學及中一誠班同學將不會使用任何課本及紙張上課，他們的課本及功課均會使用平板電腦（iPad）。
2021–2022年度，自攜設備（BYOD）將會擴展到中一及中四全部班別。學校正式踏入75週年。學校將會在3樓設立校史廊。另外，兩位副校長亦會離任，其中張富華前往中華基督教青年會中學擔任校長一職。並分別晉升李家樂老師和余志剛老師為副校長。
在疫情後，自攜設備（BYOD）將會擴展到全校班別，所有班房均設有Apple TV。由於公民與社會發展科代替了通識科因而減少了上課時數，學校開始讓同學最多可修讀三個選修科。另外通識室增改建為藝文館以增加學習中華文化特色。學校為讓全校同學都能參與到本校的獨有校本課程「擁抱夢想課程」，擁抱夢想課程將改於初中推行，而高中加入應用學習課程以代替其。最後學校亦加入「鄰舍守望」（Neighbor Watch）的全方位學習活動。不同的年級將參與不同的本地或海外服務學習計劃。為了讓學生有更好的成長規劃，學校增加多一名副校長專責學生的生涯規劃。另外，學校在早上加入多元學習環節以及為每班增設「副班主任」，以加強對孩子的牧養工作。另外，學校亦與广东两阳中学結為姊妹學校進交流。
2025年，學校於農曆新年假期間將在學校202A室組裝成「智慧耕種實驗室」，並與社福機構合作，將收成回饋社區，供應給有需要家庭。這將會成為STEM.S課程的主要部份。

## 校舍設施
該校為標準型校舍，樓高七層，於1994年正式啟用，為一所每層可容納15個標準課室的建築。為作金禧纪念，該校在1996年设置金禧语言實驗室及宗教活動室。其後分別於1997年、1998年和1999年再增設多媒體教室、多媒體互動學習中心以及家長资源中心。該校在1999年獲優質教育基金撥款發展網上管理及學習計劃。因應學校資訊科技發展，於2001年设置多媒體學習中心，並於翌年開展學校改善工程計劃。工程部分於2005年落成，校園電台遷往新翼大樓。8月设置林王文馨堂。2006年全長15米全天候跑道启用，以紀念60週年校慶。
2020年，新校長入主，學生進行校園改善工程，分別改造圖書館及增設STEM創客空間。圖書館增設休閒閱讀區、展覽區、演講區及小組討論區。而創客空間亦設有互動授課區、設計/比賽區、展示區及工作區。2021至2023年其間，學生増設了攀石牆、校史廊、及學生成就廊。2024年，學校將通識室改建為「藝文館」，以中華文化特色的學習空間。並在這裡進行中國語文、中國文學及中國歷史課堂。
校舍內的設施如下：
- 32個課室
  - 27個班房
  - 5分組課室
- 5個實驗室
  - 1個生物實驗室
  - 1個化學實驗室
  - 1個物理實驗室
  - 2個綜合科學實驗室
- 1個攀石牆
- 1個校史廊
- 1個學生成就廊
- 1個家長資源中心
- 2個禮堂
  - 1個小禮堂
  - 1個林王文馨禮堂
- 2個有蓋操場
- 3個教員室
  - 1個教師員工休息室
  - 1個教師資源中心
- 5個活動室
  - 1個多媒體室
  - 1個多用途室
  - 1個學生會室
  - 1個學生活動中心
  - 1個校園電台控制室
  - 1個校園電台製作中心
- 9個學科室
  - 1個音樂室
  - 1個美術室
  - 1個家政室
  - 1個藝文館
  - 1個史地室
  - 1個創客空間
  - 1個英語自學中心
  - 1個中文科資源室
  - 1個電腦輔助教學室
- 1個熊琬章圖書館

## 語文政策及開設科目
在語文政策方面，該校於2010–2011年度開始開設英文班；同時將初中的數學及科學科設定為全級英語授課（科學科於中三按學生需要調整教學語言）。而各級英文班以英語作為教學語言的科目有歷史、地理、音樂及生活與科技。
2022年起，學校增設了中國文學科。2023–2024年度起同學再次可以修讀最多3個選修科，若只選2個選修科的將會修讀學校獨有的擁抱夢想課程。2024-2025年度起，高中的將加入應用學習課程，取代現有的擁抱夢想課程。而擁抱夢想課程將改於初中推行。
- 中一：
  - 以中文為教學語言：中國語文、公民、經濟與社會 、中國歷史、體育、視覺藝術、普通話、歷史、地理、音樂、生活與科技（設計與科技、家政、電腦）、聖經、心智教育、閱讀課
  - 以英文為教學語言：英國語文、數學、綜合科學
  - 按班別定英文為教學語言（一誠班）：歷史、地理、音樂、生活與科技（設計與科技、家政、電腦）
  - 校本課程：擁抱夢想課程
- 中二：
  - 以中文為教學語言：中國語文、公民、經濟與社會、中國歷史、體育、視覺藝術、普通話、歷史、地理、生活與科技（STEM.(S)、家政、電腦）、音樂、聖經、心智教育
  - 以英文為教學語言：英國語文、數學、綜合科學
  - 按班別定英文為教學語言（二誠班）：歷史、地理、音樂、生活與科技（STEM.(S)、家政、電腦）
  - 校本課程：擁抱夢想課程
- 中三：
  - 以中文為教學語言：中國語文、生活與社會、中國歷史、生物、體育、視覺藝術、歷史、地理、音樂、物理、化學、聖經、心智教育
  - 以英文為教學語言：英國語文、數學
  - 按班別定英文為教學語言（三誠班）：歷史、地理、物理、化學、音樂、電腦
  - 校本課程：擁抱夢想課程
- 中四至中六：
  - 以中文為教學語言：中國語文、公民與社會發展科、中國歷史、歷史、視覺藝術、體育、藝術發展、中國文學、聖經
  - 以英文為教學語言：英國語文、資訊及通訊科技、數學單元一、數學單元二
  - 按組別訂定教學語言：企業會計與財務概論、物理、化學、地理、經濟、生物、數學
  - 校本課程：應用學習（時裝形象設計）、應用學習（多媒體故事）

## 學校組織

### 學生會
該校於2004–05年度正式成立學生會，而且學生會兼具管理四社運作的功能。學生會由幹事會及代表會組成。幹事會每年由老師及學生一人一票投票產生，代表會則由每班選出的班代表組成。其中幹事會起主導作用，代表會起監察作用。如多過一個內閣參選，則票數多者當選；若只有一個內閣參選，取得過半信任票則當選，如票數不過半，內閣則不會當選，而該年度亦不會有學生會。
以下為學校歷屆學生會名稱：
- 2010–2011：Knock 各閣
- 2011–2012：Triangle
- 2012–2013：Galaxy
- 2013–2014：Miracle
- 2014–2015：Cadre
- 2015–2016：Uni'core
- 2016–2017：Infinity
- 2017–2018：Cohere 凝夥
- 2018–2019：Delight
- 2019–2020：Echo
- 2020–2021：Embrace
- 2021–2022：Luminous
- 2022–2023：學生會懸空
- 2023–2024：Meteor
- 2024–2025：Unique

### 學社
該校共有四個學社，所有中一學生於入學時均被平均分配到不同學社。學校有四個活動同學需代表學社參與，分別是陸運會、歌唱比賽、籃球比賽及常識問答比賽。
- 信社
- 愛社
- 忠社
- 誠社

### 課外活動
- 學術
  - 中文學會
  - 英文學會
  - 數學學會
  - 科學學會
  - 理科學會
  - 歷史學會
  - 地理學會
  - 商業學會
  - 中文辯論隊
  - 英文辯論隊
  - 生活探索學會
  - Table-Top Role-Playing

- 體育
  - 籃球組
  - 田徑組
  - 羽毛球組
  - 乒乓球組
  - 足球組
  - 排球組
  - 舞蹈組
  - 跳繩學會
- 紀律
  - 童軍
  - 少年警訊
  - 公益少年團
  - 紅十字會青年團第65團 (YU 65)
- 宗教
  - 團契

- 藝術
  - 舞蹈組
  - 合唱團
  - 弦樂團
  - 步操銀樂隊
  - 美術學會
  - 生活藝術學會
  - 戲劇學會

- 興趣
  - 閱聽學會
  - 棋藝組
  - 電腦學會
  - 松風雅集

#### 鄰舍守望
在2023年起，顯理中學將會舉行在復活節假期前一個星期舉辦名為「鄰舍守望」（Neighbor Watch）的全方位學習活動。讓學生「愛及全球，把握成長機會」。
- 中一：福音營
- 中二：成長營
- 中三及中四：本地服務體驗或海外服務經驗
- 中五：內地考察活動

## 畢業典禮
顯理中學為其中一間要求中六學生在畢業典禮中穿著夏季校服時須在短袖裇衫上打上校呔，並沒有在日常上課日要求的中學。

## 拍攝場地
- 許廷鏗歌曲《你可能未必不喜歡我》MV拍攝場地。
- 應智越歌曲《努力的孩子》MV拍攝場地。

## 著名/傑出校友
公共事業及傳媒
- 陳永棋：長江製衣長江製衣董事總經理、全國政協常委、香港中華總商會成員[16]（1960年小六[17]，中一至中三）
- 梁耀忠：前立法會議員及葵青區議會議員[註 1]（1971年中五）
- 劉少康：香港浸信教會榮休牧師、前紐約神學教育中心漢語網絡神學院專任講師及香港浸信會聯會會長
- 林守光：前香港浸信會聯會總幹事[18]
- 李錦洪：資深傳媒人、前《星島日報》總編輯及香港基督新教報章《時代論壇》社長兼總編輯問。
- 區展秋：前警務處刑事總部總警司，[19][註 2]（1982年中五）
- 葉東海：懲教署人員、曾是香港田徑隊代表隊員（2007年中七）[20][21][18]
- 劉昌建：沙田警區重案組督察（2013年中六）
- 王清茹：香港01國際新聞部主管

演藝及體育
- 蘇永康：香港著名男歌手（1986年中五）[註 3]
- 郭漢柱：香港男演員（2003年中五）[22]
- 應智贇：香港導演，作品有《超神經械劫案下》、《深宵閃避球》及《大誠實家》。（2007年中五）[18]
- 何文樂：前香港男子4×100米接力隊隊員（2009年中六）[23]
- 湯凱婷：香港樂壇二人組合小塵埃女主音（2010年中五）[註 4]
- 應智越：香港男歌手（2012年中六）[24]
- 吳卓暉：香港 U13 一千五百公尺紀錄保持者（2015年中六）[25]
- 馬偉澄：香港花式足球員，首位在Super Ball 花式足球世界賽獲獎的香港運動員（2016年中六）[26]
- 鄭爃虓：機動娛樂成員（2019年中六）
- 葉英傑：香港橋牌運動員
- 鄧港文：香港配音員
- 鍾富成：電影動作指導及演員
- 何瑩瑩：古箏樂手、香港作曲家及作詞家協會會員、曾參選2016年度香港小姐

教育
- 冼杞烈：前基督教香港信義會禾輋信義學校校長（1962年小六）[27]
- 黃維樑：前香港中文大學中文系教授 、台灣佛光大學文學系教授（1965年中五）[28][29]
- 葉勇：香港大學附屬學院文學及人文學部主任兼高級講師
- 陳淑雯：寶覺中學校長 （1977年中七）[30][31]
- 張富華：中華基督教青年會中學校長、前顯理中學副校長、英文科主任及聖經科主任（1985年畢業）[32]
- 周家駒：前勵志會梁李秀娛紀念小學副校長（1985年畢業）[18]
- 李家樂：顯理中學副校長（1995年畢業）[18]
- 侯松蔚：藏文專家 、香港能仁專上學院客座教授 、香港教育大學客席講師（2001年畢業）[18]
- 梁延敬：香港聖公會何明華會督中學中國歷史科科主任、香港歷史及文化教育協會主席（2012年中六）[33][34]
- 曾鴻鑫：顯理中學中文科老師、曾是英皇教育補習名師Ben Fung中大中文奪星團隊導師（2013年中六）[35]

## 外部連結
- 顯理中學校網 （页面存档备份，存于）
- 顯理中學Facebook專頁
- 顯理中學校友會Facebook專頁
- HCTV顯理校園電台 （页面存档备份，存于）